# Loncin Holdings
Loncin 
Loncin, Ltd es una gran empresa en Chongqing, China, que distribuye en todo el mundo. Comercializa bajo nombres como Chongqing Longting Power Equipment, Longting y Loncin Inc.

## Longxin Motorcycle Industry Co., Ltd

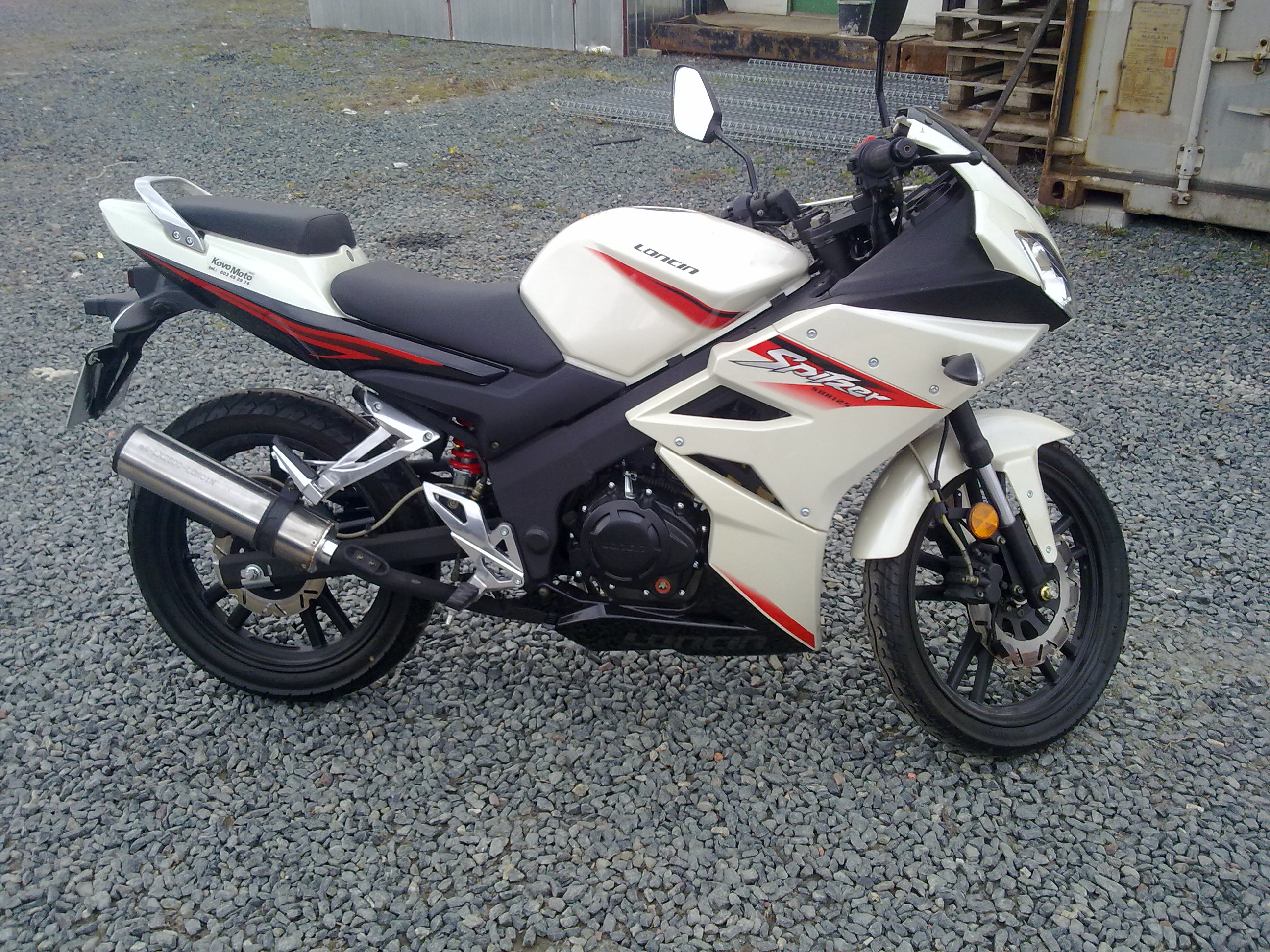
Loncin SBR 125 Spitzer

La filial Longxin Motorcycle Industry Co., Ltd produce motocicletas; motores de motocicletas; motor de gasolina universal; vehículos todo terreno cuatriciclos; y piezas y componentes bajo la marca "Loncin".
La empresa opera instalaciones de producción, distribución y comercialización en Chongqing, Zhejiang y Guangdong en China. Tiene una capacidad de producción anual de 2.500.000 motocicletas, 3.000.000 de motores de motocicleta y 150.000 vehículos todo terreno (ATV).

### BMW Motorrad

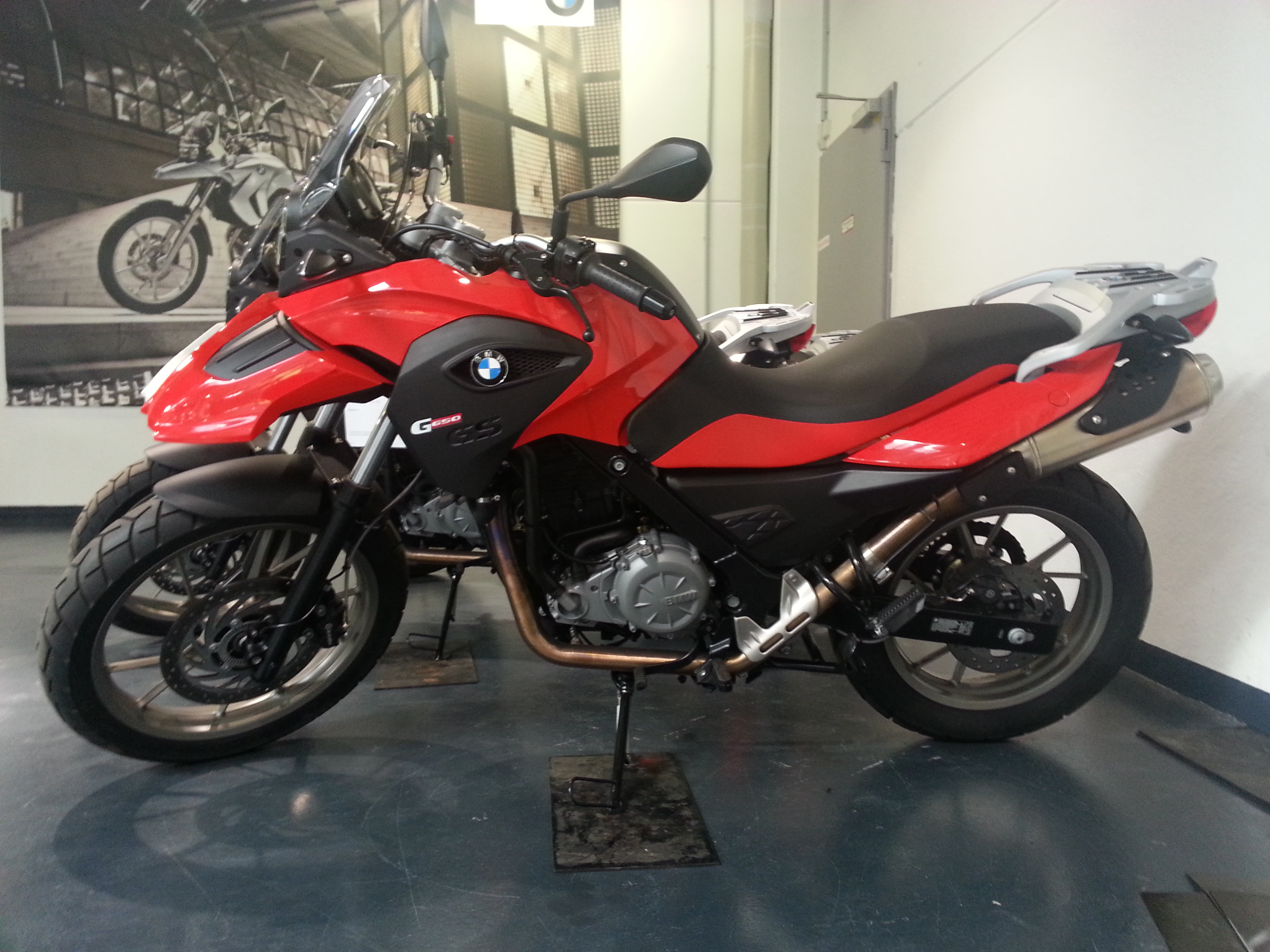
BMW G650GS

En 2005, Loncin celebró un acuerdo para fabricar motores de motocicletas G650GS para la BMW Motorrad con sede en Alemania. La asociación comenzó en 2007 y Loncin ha producido piezas de motocicletas, componentes de motores y más de 35.000 motores completos para BMW. Loncin obtuvo importantes beneficios técnicos, en que utilizaron el mismo motor para impulsar el LX650 (también conocido como CR9). Este modelo sólo está disponible en los mercados especificados por BMW según el acuerdo.
En 2017, BMW Motorrad presentó la F850GS y la F750GS para suceder a la F800GS y la F700GS respectivamente. Mientras que los modelos salientes utilizaban anteriormente motores Rotax de 799 cc, los modelos F850GS y F750GS ahora vienen equipados con motores de 853 cc ligeramente más potentes fabricados por Loncin. Además, los scooters C400X y C400GT también salen de las líneas de producción de Loncin.

### Escándalo ambiental
En 2012, la Agencia de Protección Ambiental de Estados Unidos descubrió que Loncin había importado 7.115 vehículos que violaban la Ley de Aire Limpio (Estados Unidos), presentando certificación falsa e incompleta. TA la empresa se le ordenó pagar una multa de 680.000 dólares estadounidenses y apoyar un proyecto de mitigación de la contaminación del aire del exceso de emisiones de los vehículos.